# Марк Генглофф
Марк Генглофф (англ. Mark Gangloff, 8 червня 1982) — американський плавець, олімпійський чемпіон.

## Виступи на Олімпіадах
| Олімпіада  | Дисципліна                    | Місце                 |
| ---------- | ----------------------------- | --------------------- |
| Афіни 2004 | плавання на 100 метрів брасом | 4                     |
| Афіни 2004 | комплексна естафета 4 × 100   | 1                     |
| Пекін 2008 | плавання на 100 метрів брасом | 8                     |
| Пекін 2008 | комплексна естафета 4 × 100   | 1 (попередні запливи) |